# Дуан, Дженна
Дже́нна Ли Дуа́н (англ. Jenna Lee Dewan, МФА (амер.) [duːˈɑːn]; распространена транслитерация Дева́н, не соответствующая фактическому английскому произношению; род. 3 декабря 1980, Хартфорд, Коннектикут, США) — американская актриса

, танцовщица

, кинопродюсер и предприниматель. Известна по главной роли в молодёжной музыкальной драме «Шаг вперёд» (2006).

## Детство и юность
Дженна Ли Дуан — дочь Нэнси Смит (в девичестве — Берш; англ. Nancy Smith, née Bursch) и Дэррила Дуана (англ. Darryll Dewan), бывшего бека американской футбольной команды «Нотр-Дам-Файтинг-Айриш» (англ. Notre Dame Fighting Irish). Отец Дженны имеет ливанско-польское происхождение, мать — немецко-английское. Позднее семья будущей актрисы переехала в Даллас. Во время учёбы в средней школе Грейпвайн (англ. Grapevine High School) Дженна была чирлидером, получила награды на многих танцевальных соревнованиях. Окончила школу в 1999 году (была королевой на выпускном балу). Поступив в Университет Южной Калифорнии, стала членом братства «Пи-Бета-Фи».

## Карьера

### Танцевальная карьера
В 16 лет Дуан была замечена агентом по поиску талантов из Лос-Анджелеса, а в 18 лет, после переезда в Лос-Анджелес и начала учёбы в университете, она к нему обратилась, начав проходить пробы. Так, она работала танцовщицей на выступлениях ’N Sync, Дидди, Тони Брэкстон, Селин Дион, Пинк, Мисси Эллиотт, Рики Мартин и др., участвовала в туре Джанет Джексон All for You Tour и в клипах, сопутствующих альбому All for You, а также в клипе Кристины Агилеры на песню «Not Myself Tonight».

### Актёрская карьера

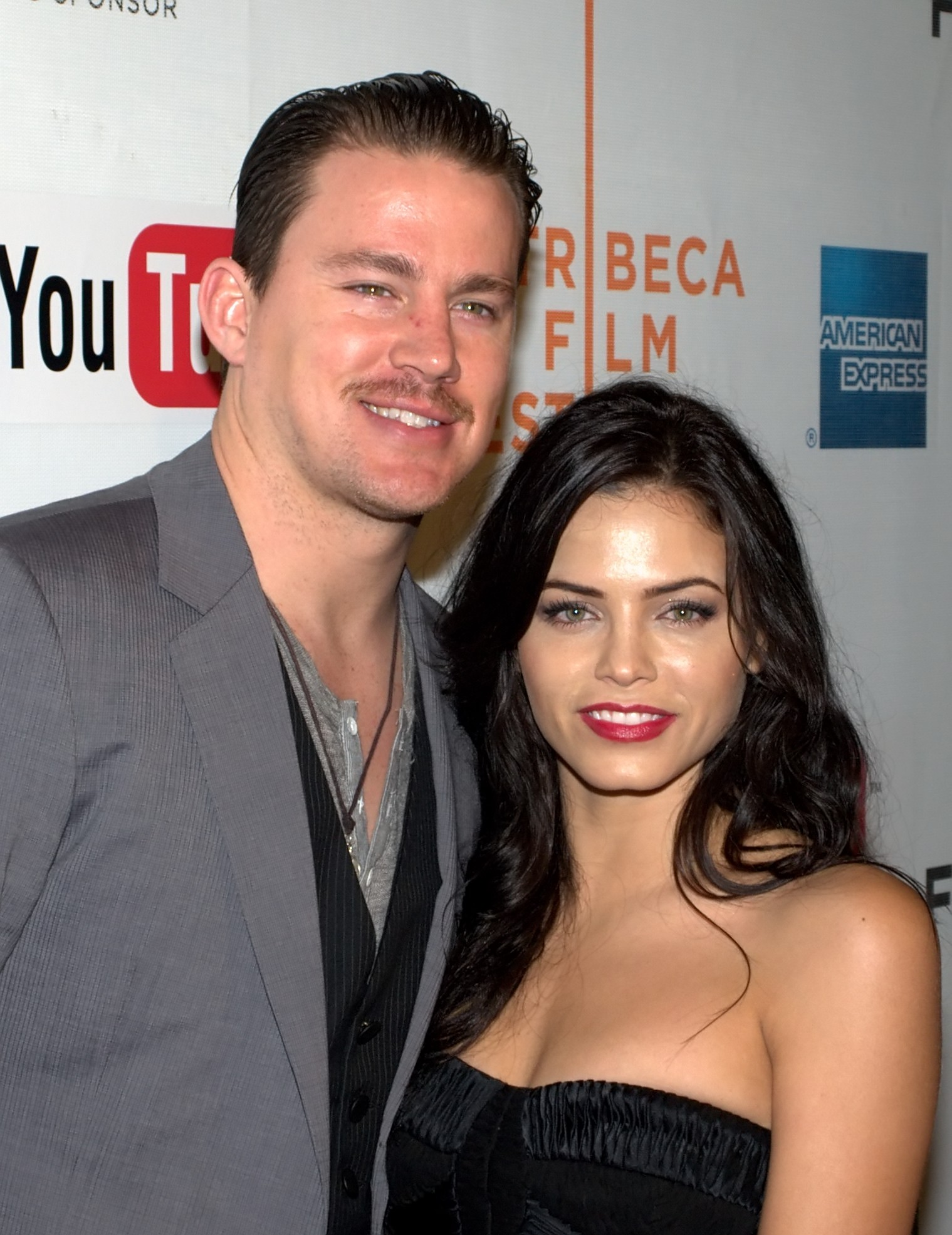
Дженна Дуан с Ченнингом Тейтумом на кинофестивале «Трайбека». Нью-Йорк, 2010

С 2002 года Дженна Дуан снималась в небольших ролях в кино («Цыпочка», «Проклятие 2», «Жажда, война за воду» и др.) и на телевидении (сериалы «Пятерняшки», «Молодые и дерзкие», «Джоуи»). В 2005 году 25-летняя актриса впервые исполнила главную роль (Тамара Райли) в фильме ужасов «Несущая смерть».
Популярность и узнаваемость Дуан принесла роль Норы Кларк в коммерчески успешной (114 млн долларов общемировых кассовых сборов), но получившей смешанные рецензии музыкальной мелодраме 2006 года «Шаг вперёд». В том же году Дженна сыграла в другом танцевальном фильме — «Держи ритм» с Антонио Бандерасом в главной роли. Несмотря на 30-миллионную прибыль в американском прокате, фильм получил крайне негативные отзывы кинокритиков.
В 2008 году Дуан снялась в главной роли Эмбер в вышедшем на DVD романтическом экшн-фильме «Любовь и вымогательство» и в роли тренера Эммы Карр в телефильме «Потрясающая пятёрка: Техасский скандал в группе поддержки». В 2009 году последовали роли Присциллы в комедии «Американская девственница» (с Робом Шнайдером), Сары Джейн в «Шести жёнах Генри Лефэя» (с Элишей Катберт) и Кендры Уилсон в двух эпизодах сериала «Мелроуз-Плейс». В том же году Дуан исполнила роль Молли в фильме «Правила съёма: метод бабника» в актёрском дуэте со своим бывшим коллегой по «Шагу вперёд» Джошем Хендерсоном.
В 2013—2014 годах снялась в одной из главных ролей (Фрейя Бошам) в телесериале «Ведьмы Ист-Энда» по одноимённой серии романов Мелиссы де ла Круз.
С 2015 года исполняет роль Люси Лейн в телесериале «Супергёрл».
Участие с 2021 года в сериале «Новичок» в роли Бейли Ньюн, возлюбленной главного героя, принесло Дуан новый виток славы.

## 33andOut Productions
Вместе с друзьями Рейдом Кэролином (англ. Reid Carolin), Адамом Мартингано (англ. Adam Martingano), Бреттом Родригесом (англ. Brett Rodriguez) и мужем Ченнингом Тейтумом Дуан основала продюсерскую компанию 33andOut Productions. Первый документальный фильм, выпущенный компанией — «Стеклянная Земля» (англ. Earth Made of Glass), — посвящён судьбам двух руандийцев: основателя Руандийского патриотического фронта Поля Кагаме и выжившего после руандийского геноцида Жана-Пьера Сагахуту (фр. Jean-Pierre Sagahutu). Премьера фильма состоялась в апреле 2010 года на ежегодном фестивале независимого американского кино «Трайбека».

## Личная жизнь
С 2009 по 2018 год Дуан была замужем за актёром Ченнингом Тейтумом, с которым она встречалась 3 года до их свадьбы. У бывших супругов есть дочь — Эверли Элизабет Мэйзелл Тейтум (род. 31 мая 2013).
С 2018 года Дуан встречается с актёром Стивом Кази; они объявили о своей помолвке 18 февраля 2020 года. У пары есть сын — Каллум Майкл Ребел Кази (род. 6 марта 2020) и дочь — Рианнон Ли Кэтрин Кази (род. 14 июня 2024)

## Избранная фильмография
| Год          |    | Русское название                                          | Оригинальное название                             | Роль                        |
| ------------ | -- | --------------------------------------------------------- | ------------------------------------------------- | --------------------------- |
| 2002         | ф  | Цыпочка                                                   | The Hot Chick                                     | Девушка из группы поддержки |
| 2004         | с  | Пятерняшки                                                | Quintuplets                                       | Хейли                       |
| 2004         | с  | Молодые и дерзкие                                         | The Young and the Restless                        | Донна                       |
| 2005         | ф  | Жажда, война за воду                                      | Waterborne                                        | Деви                        |
| 2005         | с  | Джоуи                                                     | Joey                                              | Таня                        |
| 2005         | тф | Мрачные тени                                              | Dark Shadows                                      | София                       |
| 2005         | ф  | Несущая смерть                                            | Tamara                                            | Тамара Райли                |
| 2006         | ф  | Держи ритм                                                | Take the Lead                                     | Саша                        |
| 2006         | ф  | Шаг вперёд                                                | Step Up                                           | Нора Кларк                  |
| 2006         | ф  | Проклятие 2                                               | The Grudge 2                                      | Салли                       |
| 2008         | в  | Любовь и вымогательство                                   | Love Lies Bleeding                                | Эмбер                       |
| 2008         | тф | Потрясающая пятёрка: Техасский скандал в группе поддержки | Fab Five: The Texas Cheerleader Scandal           | Эмма Карр                   |
| 2008         | с  | Assorted Nightmares: Janitor (англ.)                      | Assorted Nightmares: Janitor                      | Дженнифер                   |
| 2009         | ф  | Пробуждение                                               | Falling Awake                                     | Алессандра                  |
| 2009         | ф  | Шесть жён Генри Лефэя                                     | The Six Wives of Henry Lefay                      | Сара Джейн                  |
| 2009         | ф  | Правила съёма: метод бабника                              | The Jerk Theory                                   | Молли                       |
| 2009         | с  | Мелроуз-Плейс                                             | Melrose Place                                     | Кендра Уилсон               |
| 2009         | ф  | Американская девственница                                 | American Virgin                                   | Присцилла                   |
| 2010         | ф  | Легенда о вратах ада: Американский заговор                | The Legend of Hell’s Gate: An American conspiracy | Кэтрин Прескотт             |
| 2011         | ф  | Дави на газ                                               | Balls to the Wall                                 | Рэйчел Мэтьюз               |
| 2011         | ф  | Подстава                                                  | Setup                                             | Миа                         |
| 2011         | ф  | 10 лет спустя                                             | 10 Years                                          | Джесс                       |
| 2011         | с  | Клуб «Плейбоя»                                            | The Playboy Club                                  | Джени                       |
| 2012—2013    | с  | Американская история ужасов: Психбольница                 | American horror story: Asylum                     | Тереза Моррисон             |
| 2012         | тф | Она заставила их сделать это                              | She Made Them Do It                               | Сара Джо Пендер             |
| 2013         | ф  | Слегка одинокий в Л. А.                                   | Slightly Single in L.A.                           | Хэлли                       |
| 2013—2014    | с  | Ведьмы Ист-Энда                                           | Witches of East End                               | Фрейя Бошам                 |
| 2015—2016    | с  | Супергёрл                                                 | Supergirl                                         | Люси Лейн                   |
| 2021 — н. в. | с  | Новичок                                                   | The Rookie                                        | Бейли Нун                   |